# Socha svatého Jana Nepomuckého (Dašice)
Socha svatého Jana Nepomuckého je umístěna u silnice na náměstí T. G. Masaryka ve městě Dašice v okrese Pardubice. Socha pocházející z roku 1739 představuje hodnotnou pískovcovou barokní plastiku oblíbeného světce. Socha je chráněna jako kulturní památka.

## Popis sochy
Vlastní barokní socha světce je umístěna na trojdílném podstavci s profilovaným soklem, hranolovým dříkem zdobeným rytými kartušemi a s profilovanou přímou římsou stojícím na dvou kamenných neprofilovaných stupních.
Na dříku se nalézá vlevo v kartuši latinský nápis: 
ANNO
QvOiN FAvSTA
cRvdEliTAS
TuRcicA iN
cHRiSTiASSEclAS
cvdiT ET
AGiTAviTENSES

Na pravém boku dříku je umístěn český nápis: 
SwATi iENE
TOTO miESTiS
OdPOTuPi cZAS
Ni A wiEcZNi
OPATRvG
A OSTRZiHEG

Na zadní straně se nalézá reliéf poutníka s holí a se svatozáří s kloboukem v podpaždí, z mraků ozářeným paprsky slunce. V dolní části je kartuše s nápisem: 
SI ANDO BOLESLAWE / TVTVGE. Na soklu podstavce je umístěna signatura G.S.F. / I. D. / A 1739 a nápisy obnoveno 1882, 1934. 
Vlastní socha světce stojí na vlastním soklu, s andílkem u nohou, který k němu vztahuje ruce. Svatý Jan je oblečen v kanovnickém rouchu s biretem na hlavě, má ruce sepjaté na prsou a shlíží dolů k andílkovi. 